# Vairaatea (atolón)
Vairaatea es un atolón de las Tuamotu, en la Polinesia Francesa. Administrativamente es una comuna asociada a la comuna de Nukutavake. Está situado a 180 km al sureste del atolón de Hao.
El atolón está formado por dos islotes, con un único paso navegable a la laguna interior. La superficie total es de 3 km². La villa principal es Ahurua, y la población total era de 58 habitantes en el censo de 2012.
Fue descubierto por Pedro Fernández de Quirós en 1606, que lo llamó San Miguel Arcángel. Otros nombres históricos son: Lord Egmont y Industriel.